# NGC 7697
NGC 7697 este o galaxie situată în constelația Tucanul. A fost descoperită în 6 septembrie 1836 de către John Herschel. Se află la o distanță de 28 de megaparseci de Pământ.